# Pseudoplanodes aurovilliusi
Pseudoplanodes aurovilliusi är en skalbaggsart som först beskrevs av Schwarzer 1926.  Pseudoplanodes aurovilliusi ingår i släktet Pseudoplanodes och familjen långhorningar.
Artens utbredningsområde är Filippinerna. Inga underarter finns listade i Catalogue of Life.